# Habrotrocha angularis
Habrotrocha angularis är en hjuldjursart som först beskrevs av Murray 1910.  Habrotrocha angularis ingår i släktet Habrotrocha och familjen Habrotrochidae. Inga underarter finns listade i Catalogue of Life.